# Shorttrack-Weltmeisterschaften 2021
Die Shorttrack-Weltmeisterschaften 2021 fanden vom 5. bis zum 7. März 2021 in der niederländischen Stadt Dordrecht statt. Mehrere Nationalverbände verzichteten wegen der COVID-19-Pandemie auf die Teilnahme, so waren insbesondere keine Athleten aus Südkorea oder China am Start. Erfolgreichste Athletin der Weltmeisterschaften war die Niederländerin Suzanne Schulting, die alle vier Einzelgoldmedaillen gewann und auch mit der Staffel triumphierte. Bei den Männern entschied Shaoang Liu aus Ungarn die Mehrkampf-Gesamtwertung für sich; er und sein Bruder Shaolin Sándor Liu gewannen zudem jeweils eine Goldmedaille über 500 beziehungsweise 1000 Meter.

## Hintergrund und Teilnehmer
| Teilnehmende Nationen   | Teilnehmende Nationen | Teilnehmende Nationen |
| Land                    | Frauen                | Männer                |
| ----------------------- | --------------------- | --------------------- |
| Belgien                 | 2                     | 2                     |
| Bosnien und Herzegowina | 0                     | 1                     |
| Bulgarien               | 1                     | 1                     |
| Deutschland             | 1                     | 2                     |
| Frankreich              | 5                     | 5                     |
| Indien                  | 0                     | 1                     |
| Irland                  | 0                     | 1                     |
| Israel                  | 0                     | 1                     |
| Italien                 | 5                     | 5                     |
| Kanada                  | 5                     | 5                     |
| Kasachstan              | 2                     | 5                     |
| Kroatien                | 1                     | 1                     |
| Lettland                | 1                     | 2                     |
| Luxemburg               | 0                     | 1                     |
| Niederlande             | 5                     | 5                     |
| Österreich              | 0                     | 1                     |
| Philippinen             | 0                     | 1                     |
| Polen                   | 5                     | 1                     |
| Russische Eislaufunion  | 5                     | 5                     |
| Schweiz                 | 0                     | 1                     |
| Serbien                 | 1                     | 1                     |
| Slowakei                | 2                     | 1                     |
| Slowenien               | 0                     | 1                     |
| Tschechien              | 2                     | 1                     |
| Türkei                  | 0                     | 2                     |
| Ukraine                 | 1                     | 1                     |
| Ungarn                  | 5                     | 5                     |
| Vereinigte Staaten      | 4                     | 4                     |
| Belarus                 | 1                     | 1                     |

Aufgrund der COVID-19-Pandemie, die bereits zur Absage der WM 2020 geführt hatte, fanden im Winter 2020/21 keine Weltcups statt. Neben den Ende Januar ausgetragenen Europameisterschaften waren die ursprünglich in Rotterdam angesetzten, im Herbst 2020 nach Dordrecht verlegten Weltmeisterschaften somit die einzige große internationale Shorttrack-Veranstaltung des Winters. Die mit der Pandemie verbundenen Einreisebeschränkungen – sowie Sorgen um die Gesundheit der Athleten – führten im Vorfeld der WM zu verschiedenen prominenten Absagen: Im Januar erklärte der südkoreanische Verband seinen Verzicht, später folgten unter anderem die chinesischen, japanischen und britischen Delegationen. Insbesondere die Teams aus Südkorea (um den Titelverteidiger Lim Hyo-jun) und China hatten bei den Shorttrack-Weltmeisterschaften der vorangegangenen Jahrzehnte erfolgreich abgeschnitten und einen Großteil der Weltmeister gestellt; mit Elise Christie fiel aus Großbritannien ebenfalls eine mehrfache Weltmeisterin aus. Die deutsche Auswahl reiste ohne ihre stärkste Athletin Anna Seidel zu den Weltmeisterschaften. Seidel, die bei den Europameisterschaften mehrere Medaillen gewonnen hatte und vom deutschen Verband als Mitfavoritin gesehen wurde, brach sich drei Tage vor WM-Beginn bei einem Trainingsunfall das Schien- und Wadenbein.
Das ausgedünnte Teilnehmerfeld und die geringe vorherige Wettkampfpraxis für die meistern Athleten führte zu einer veränderten Favoritensituation. Die Internationale Eislaufunion (ISU) nannte in ihrer Vorschau-Pressemitteilung für das Frauenrennen die niederländische Europameisterin Suzanne Schulting an erster Stelle als Titelanwärterin, während sie bei den Männern zum einen Semjon Jelistratow aus Russland hervorhob, zum anderen die Brüder Shaolin Sandor und Shaoang Liu. Bei den Europameisterschaften hatte Jelistratow die Gesamtwertung für sich entschieden, während die Liu-Brüder ohne Medaille geblieben waren. Anders als bei den Europameisterschaften war es Jelistratow und dem gesamten russischen Team bei den Weltmeisterschaften nicht erlaubt, unter der Flagge ihres Landes zu starten. Als Folge des von der Welt-Anti-Doping-Agentur 2019 verhängten und vom Internationalen Sportsgerichtof im Dezember 2020 bestätigten Ausschlusses für Russland als Nation für weltweite Großereignisse starteten sie als neutrales Team mit der Flagge der Russischen Eislaufunion.
In Abwesenheit der verletzten Anna Seidel bestand das deutsche Team aus drei Athleten: Gina Jacobs, Christoph Schubert und Adrian Lüdtke. Österreich und die Schweiz stellten jeweils einen Sportler mit Nico Andermann beziehungsweise Thibault Métraux. Die einzigen beiden Top-Ten-Ergebnisse für Starter aus deutschsprachigen Ländern bei den Weltmeisterschaften erzielten Schubert und Lüdtke mit zehnten Rängen über 1500 beziehungsweise 1000 Meter.

## Ablauf

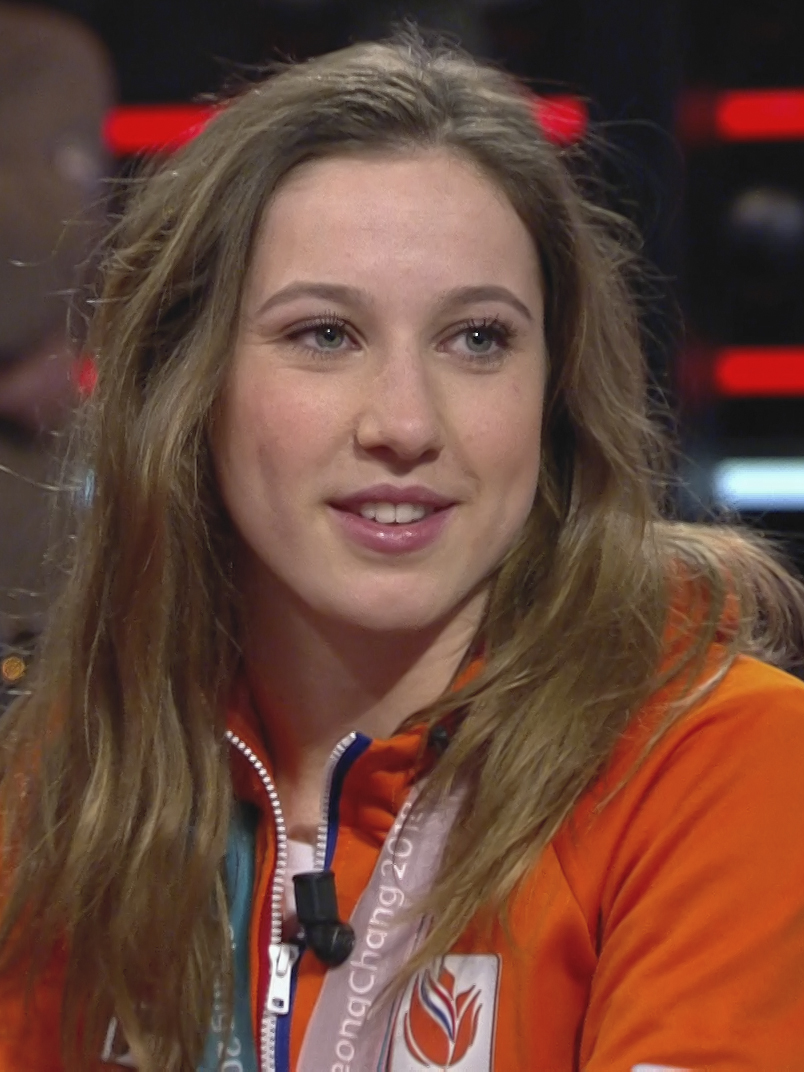
Suzanne Schulting
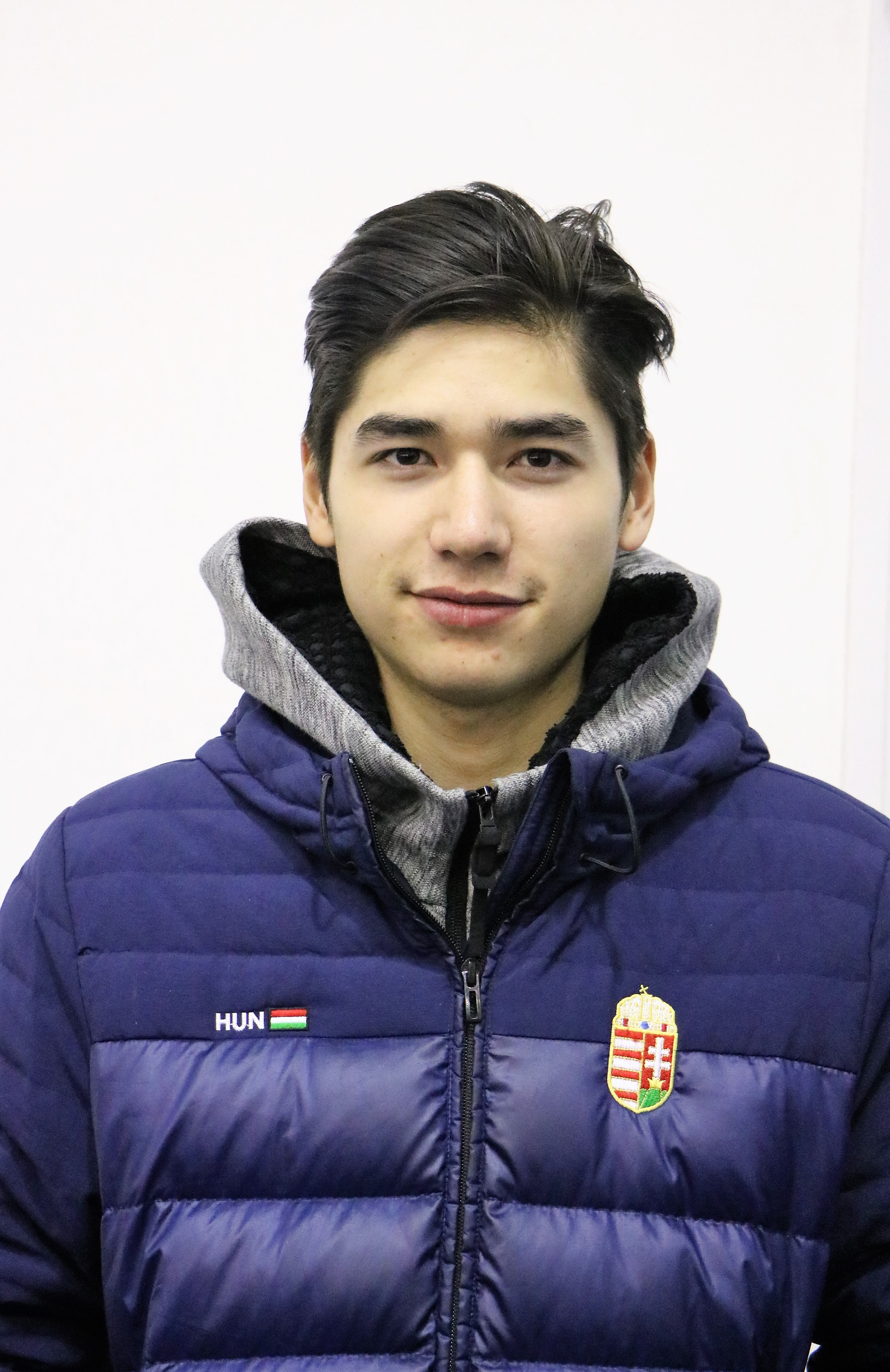
Shaoang Liu
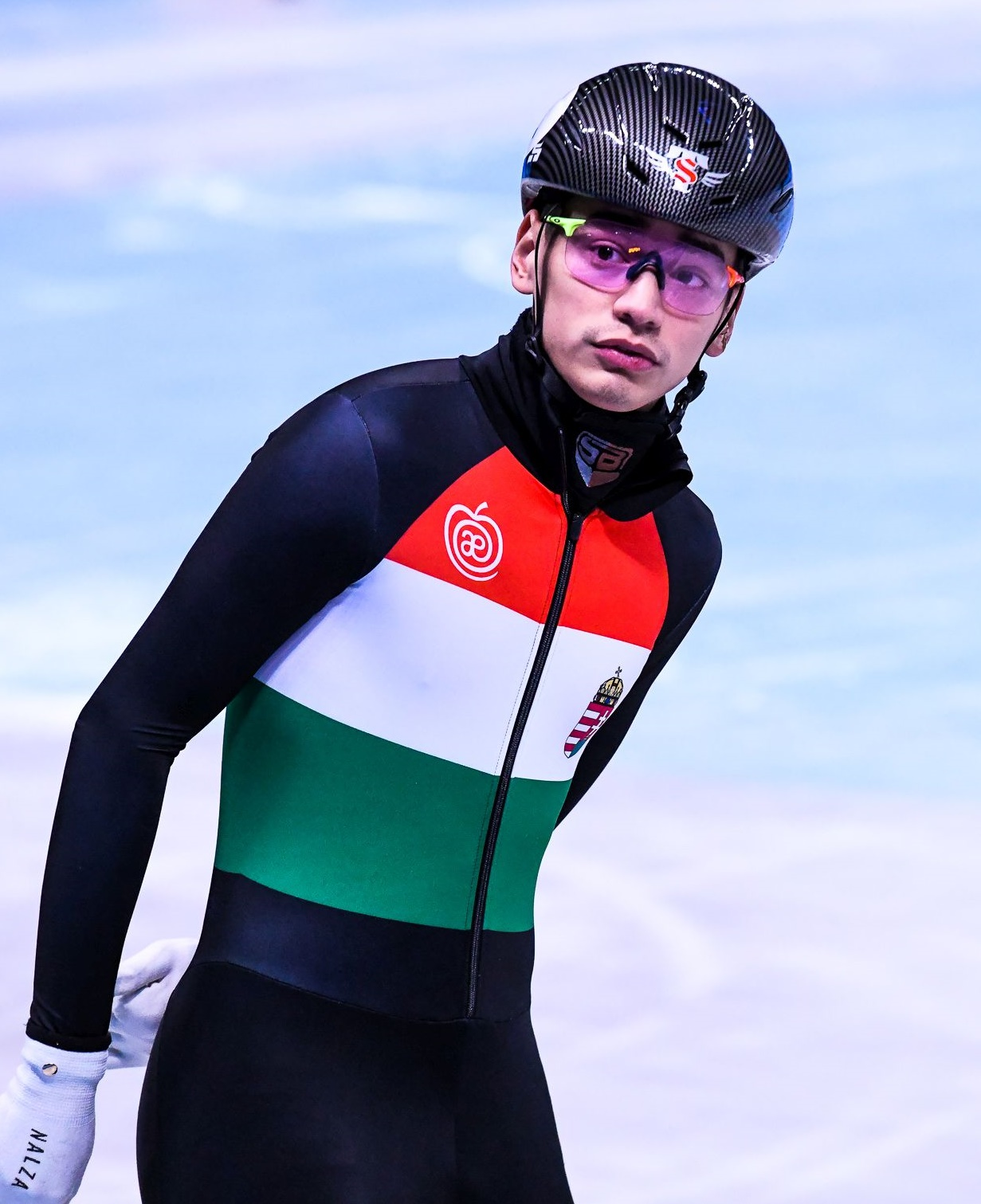
Shaolin Sándor Liu

Im Rahmen der Shorttrack-WM 2021 wurden Einzelrennen über 500, 1000, 1500 und 3000 Meter (jeweils Frauen und Männer) sowie Staffeln über 3000 Meter (Frauen) und 5000 Meter (Männer) gelaufen. Die Finalteilnehmer auf jeder Einzelstrecke erhielten gemäß ihrer Platzierung Punkte, die zusammengerechnet eine Gesamtwertung ergaben. Die besten acht Athleten dieser Wertung nach den ersten drei gelaufenen Distanzen qualifizierten sich für das Superfinale über 3000 Meter. Die Erstplatzierten dieses Superfinals erhielten – anders als auf den anderen Einzelstrecken – keine eigenen Medaillen, sodass insgesamt zehn Weltmeistertitel vergeben wurden: pro Geschlecht je drei auf den Einzelstrecken bis 1500 Meter, einer im Mehrkampf und einer in den Staffeln.
Suzanne Schulting, die schon 2019 den Mehrkampf sowie die Rennen über 1000 und 3000 Meter für sich entschieden hatte, gewann 2021 alle vier gelaufenen Einzelstrecken, die Mehrkampfwertung und eine weitere Goldmedaille mit der niederländischen Staffel. Nach Sylvie Daigle 1983 war sie die zweite Frau in der WM-Geschichte, die sämtliche Rennen auf dem ersten Platz beendete. Die ISU bezeichnete Schulting als „eine Klasse über dem Rest des Feldes“ stehend und zitierte in ihrem WM-Rückblick mehrere Konkurrentinnen der Niederländerin, die sich ebenfalls bewundernd äußerten. Schulting zeigte sich vor allem nach ihrem Sieg über die 500 Meter emotional und erinnerte an ihre 2020 verstorbene Teamkollegin Lara van Ruijven, die auf dieser Strecke bei der letzten WM triumphiert hatte. Silber und Bronze in der Frauen-Mehrkampfwertung gewannen Courtney Sarault und Arianna Fontana. Für die 20-jährige Kanadierin Sarault waren es die ersten internationalen Einzelmedaillen im Erwachsenenbereich.
In der Männermehrkampfwertung standen am Ende der vier gelaufenen Strecken Shaoang Liu und sein älterer Bruder Shaolin Sándor Liu auf den Rängen eins und zwei, gefolgt von Semjon Jelistratow. Nach dem ersten Finaltag führte Shaoang Liu das Klassement punktgleich mit dem Kanadier Charles Hamelin an, der im Alter von 36 Jahren an seinen 17. Weltmeisterschaften teilnahm und über 1500 Meter seine 13. Goldmedaille gewonnen hatte. Am zweiten Finaltag setzten sich die Liu-Brüder mit einem Doppelsieg über 1000 Meter gemeinsam an die Spitze des Gesamtklassements, die sie im abschließenden, vom Franzosen Sébastien Lepape gewonnenen 3000-Meter-Rennen verteidigten. Mit 60 Punkten im Mehrkampf hatte Shaoang fünf Punkte Vorsprung auf Shaolin Sándor Liu. Beide betonten nach dem Doppelsieg ihre enge Verbundenheit, die ihnen auch im Wettkampf geholfen habe – die ISU bescheinigte Shaolin Sándor Liu „taktische Meisterklasse“, er habe unter anderem durch gezielte Überholmanöver seinem Bruder geholfen, die Gesamtwertung zu gewinnen. Im Staffelrennen, in dem die ursprünglich zweitplatzierte russische Staffel wegen eines Wechselfehlers disqualifiziert wurde, überquerten die Niederländer um Itzhak de Laat und Sjinkie Knegt als Erste die Ziellinie. Gemeinsam mit den fünf Goldmedaillen bei den Frauen holte das niederländische Shorttrack-Team damit sechs von zehn Goldmedaillen bei der Shorttrack-WM 2021.

## Ergebnisse

### Frauen
| Wettbewerb             | Gold                                                                                         | Gold         | Silber                                                                             | Silber       | Bronze                                                                                     | Bronze       |
| Wettbewerb             | Sportler                                                                                     | Leistung     | Sportler                                                                           | Leistung     | Sportler                                                                                   | Leistung     |
| ---------------------- | -------------------------------------------------------------------------------------------- | ------------ | ---------------------------------------------------------------------------------- | ------------ | ------------------------------------------------------------------------------------------ | ------------ |
| 500 Meter              | Suzanne Schulting                                                                            | 0:42,661 min | Arianna Fontana                                                                    | 0:42,719 min | Selma Poutsma                                                                              | 0:42,850 min |
| 1000 Meter             | Suzanne Schulting                                                                            | 1:26,854 min | Hanne Desmet                                                                       | 1:26,993 min | Courtney Sarault                                                                           | 1:27,470 min |
| 1500 Meter             | Suzanne Schulting                                                                            | 2:36,884 min | Courtney Sarault                                                                   | 2:37,089 min | Xandra Velzeboer                                                                           | 2:37,109 min |
| 3000-Meter-Superfinale | Suzanne Schulting                                                                            | 5:21,602 min | Courtney Sarault                                                                   | 5:21,773 min | Selma Poutsma                                                                              | 5:22,629 min |
| Gesamtwertung          | Suzanne Schulting                                                                            | 136 Punkte   | Courtney Sarault                                                                   | 58 Punkte    | Arianna Fontana                                                                            | 39 Punkte    |
| 3000-Meter-Staffel     | NiederlandeSuzanne Schulting Yara van Kerkhof Xandra Velzeboer Selma Poutsma Rianne de Vries | 4:08,024 min | FrankreichTifany Huot-Marchand Aurélie Monvoisin Gwendoline Daudet Aurélie Lévêque | 4:10,267 min | ItalienMartina Valcepina Arianna Fontana Cynthia Mascitto Arianna Sighel Arianna Valcepina | 4:17,631 min |

### Männer
| Wettbewerb             | Gold                                                                    | Gold         | Silber                                                                           | Silber       | Bronze                                                                | Bronze       |
| Wettbewerb             | Sportler                                                                | Leistung     | Sportler                                                                         | Leistung     | Sportler                                                              | Leistung     |
| ---------------------- | ----------------------------------------------------------------------- | ------------ | -------------------------------------------------------------------------------- | ------------ | --------------------------------------------------------------------- | ------------ |
| 500 Meter              | Shaoang Liu                                                             | 0:40,524 min | Semjon Jelistratow                                                               | 0:40,603 min | Pietro Sighel                                                         | 0:40,673 min |
| 1000 Meter             | Shaolin Sándor Liu                                                      | 1:25,901 min | Shaoang Liu                                                                      | 1:26,000 min | Pietro Sighel                                                         | 1:26,083 min |
| 1500 Meter             | Charles Hamelin                                                         | 2:18,143 min | Itzhak de Laat                                                                   | 2:18,202 min | Semjon Jelistratow                                                    | 2:18,296 min |
| 3000-Meter-Superfinale | Sébastien Lepape                                                        | 4:47,602 min | Itzhak de Laat                                                                   | 4:55,162 min | Shaolin Sándor Liu                                                    | 4:58,602 min |
| Gesamtwertung          | Shaoang Liu                                                             | 60 Punkte    | Shaolin Sándor Liu                                                               | 55 Punkte    | Semjon Jelistratow                                                    | 44 Punkte    |
| 5000-Meter-Staffel     | NiederlandeDaan Breeuwsma Itzhak de Laat Sjinkie Knegt Jens van ’t Wout | 6:46,161 min | UngarnShaolin Sándor Liu Shaoang Liu John-Henry Krueger Csaba Burján Alex Varnyú | 6:55,809 min | ItalienYuri Confortola Tommaso Dotti Pietro Sighel Luca Spechenhauser | 6:56,554 min |

## Medaillenspiegel
| Platz | Land                   |    |    |    |    |
| ----- | ---------------------- | -- | -- | -- | -- |
| 1     | Niederlande            | 6  | 1  | 2  | 10 |
| 2     | Ungarn                 | 3  | 3  | –  | 6  |
| 3     | Kanada                 | 1  | 2  | 1  | 4  |
| 4     | Italien                | –  | 1  | 5  | 6  |
| 5     | Russische Eislaufunion | –  | 1  | 2  | 3  |
| 6     | Belgien                | –  | 1  | –  | 1  |
| 6     | Frankreich             | –  | 1  | –  | 1  |
| Total | Total                  | 10 | 10 | 10 | 30 |